# Save the Last Dance for Me (album)
| Recensione | Giudizio |
| ---------- | -------- |
| AllMusic   | [ 1 ]    |

Save the Last Dance for Me è il terzo album discografico dei The Drifters, pubblicato dalla casa discografica Atlantic Records nel 1962.

## Tracce
Lato A
1. Save the Last Dance for Me – 2:34 (Doc Pomus, Mort Shuman) – Registrato il 19 maggio 1960 a New York
2. I Count the Tears – 2:06 (Doc Pomus, Mort Shuman) – Registrato il 19 maggio 1960 a New York
3. Somebody New Dancin' with You – 2:24 (Doc Pomus, Mort Shuman) – Registrato il 13 luglio 1961 a New York
4. Jackpot – 2:33 (Aaron Schroeder, Chuck Kaye) – Registrato il 26 ottobre 1961 a New York
5. No Sweet Lovin' – 2:41 (James Oliver, William Pinckney, David Baughan) – Registrato il 21 aprile 1955 a New York
6. Sweets for My Sweet – 2:34 (Doc Pomus, Mort Shuman) – Registrato il 1º febbraio 1961 a New York

Lato B
1. Mexican Divorce – 2:32 (Burt Bacharach, Bob Hilliard) – Registrato il 13 luglio 1961 a New York
2. When My Little Girl Is Smiling – 2:31 (Carole King, Jerry Goffin) – Registrato il 26 ottobre 1961 a New York
3. Some Kind of Wonderful – 2:17 (Carole King, Jerry Goffin) – Registrato il 1º febbraio 1961 a New York
4. Please Stay – 2:06 (Burt Bacharach, Bob Hilliard) – Registrato il 1º febbraio 1961 a New York
5. Nobody But Me – 2:34 (Doc Pomus, Mort Shuman) – Registrato il 19 maggio 1960 a New York
6. Room Full of Tears – 2:50 (Doc Pomus, Mort Shuman) – Registrato il 1º febbraio 1961 a New York

## Musicisti
Save the Last Dance for Me / I Count the Tears / Nobody But Me
- Benny Nelson - voce tenore solista
- Charlie Thomas - voce tenore
- Johnny Williams - voce tenore
- Doc Green - voce baritono
- Elsbeary Hobbs - voce basso
- Billy Davis - chitarra

Somebody New Dancin' with You / Mexican Divorce
- Rudy Lewis - voce tenore solista
- Charlie Thomas - voce tenore
- Doc Green - voce baritono
- Tommy Evans - voce basso
- Billy Davis - chitarra
- Doris Troy - accompagnamento vocale - cori
- Dee Dee Warwick -  accompagnamento vocale - cori
- Dionne Warwick -  accompagnamento vocale - cori

Jackpot / When My Little Girl Is Smiling
- Rudy Lewis - voce tenore solista
- Charlie Thomas - voce tenore
- Doc Green - voce baritono
- Tommy Evans - voce basso
- Billy Davis - chitarra
- Stan Applebaum - arrangiamenti

No Sweet Lovin'
- David Baughn - voce tenore solista
- Gerhart Thrasher - voce tenore
- Andrew Thrasher - voce baritono
- Bill Pinkney - voce basso
- Sam Taylor - sassofono tenore
- Jimmy Oliver - chitarra
- Sconosciuto - pianoforte
- Sconosciuto - contrabbasso
- Connie Kay - batteria
- Ray Ellis - arrangiamenti, direttore orchestra

Sweets for My Sweet / Some Kind of Wonderful / Please Stay / Room Full of Tears
- Rudy Lewis - voce tenore solista
- Charlie Thomas - voce tenore
- Doc Green - voce baritono
- Tommy Evans - voce basso
- Billy Davis - chitarra[3]

Note aggiuntive
- Jerry Leiber e Mike Stoller - produttori, supervisori
- Stan Applebaum - arrangiamenti (eccetto brano: No Sweet Lovin')
- Ray Ellis - arrangiamenti (solo brano: No Sweet Lovin')
- Leonard Heicklen, Three Lions - fotografia copertina album
- Loring Euterney - design copertina album[4]

## Singoli dell'album in classifica
| Data    | Titolo del brano               | Posizione classifica Hot 100 | Posizione classifica R&B |
| ------- | ------------------------------ | ---------------------------- | ------------------------ |
| 09/1960 | Save the Last Dance for Me     | 1                            | 1                        |
| 12/1960 | I Count the Tears              | 17                           | 6                        |
| 03/1961 | Some Kind of Wonderful         | 32                           | 6                        |
| 06/1961 | Please Stay                    | 14                           | 13                       |
| 09/1961 | Sweets for My Sweet            | 16                           | 10                       |
| 12/1961 | Room Full of Tears             | 72                           | -                        |
| 02/1962 | When My Little Girl Is Smiling | 28                           | -                        |